# Campeonato Europeo de Remo de 1912

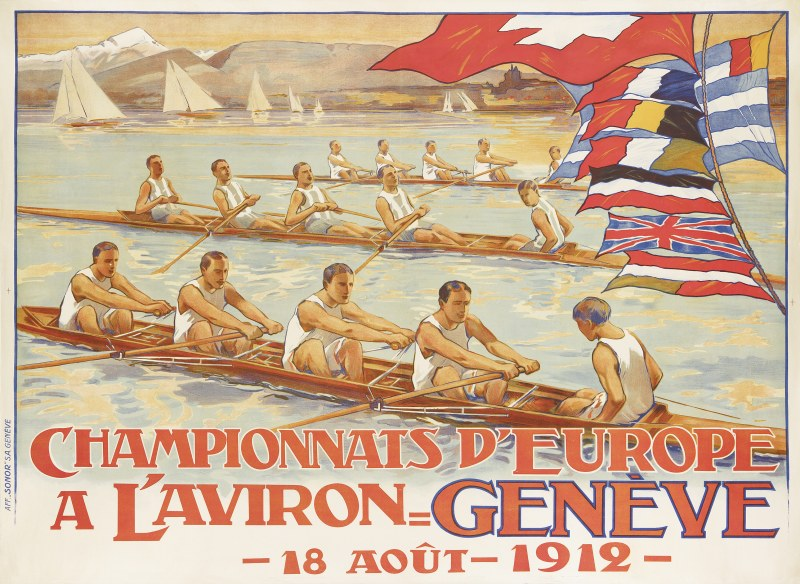
Cartel Campeonato Europeo de Remo 1912

El XX Campeonato Europeo de Remo se celebró en Ginebra (Suiza) en 1912 bajo la organización de la Federación Internacional de Sociedades de Remo (FISA).
En total se disputaron cinco pruebas diferentes, todas ellas en la categoría masculina.

## Resultados

### Masculino
| Evento                 | Oro | Plata | Bronce |
| ---------------------- | --- | --- | --- |
| Scull individual M1X   | Polydore Veirman · Bélgica | Giuseppe Sinigaglia Italia | Philippe Pettmann · Suiza                                                                                                |
| Doble scull M2X        | Erminio Dones Pietro Annoni Italia | Paul Schmid · Hans Walter · Suiza | Francia |
| Dos con timonel M2+    | Charles Holzmann · Alfred Felber · Albert Riotton (t) · Suiza                                                                              | R. Testut F. Morel Paul Thivans (t) Francia | Giorgio Gianolio Franco Lajolo Mario Charvet (t) Italia                                                                  |
| Cuatro con timonel M4+ | Hans Walter · Max Rudolf · Paul Schmid · Walter Schoeller · Charles Muhr (t) · Suiza                                                       | Guillaume Visser · Georges Van Den Bossche · Edmond Vanwaes · Georges Willems · Léonard Nuytens (t) · Bélgica                                           | Emilio Lucca Enrico Marinoni Nino Torlaschi Felice Monza Plinio Urio (t) Italia                                          |
| Ocho con timonel M8+   | Hans Walter · Max Rudolf · Paul Schmid · Walter Schoeller · Georges Thoma · Paul Rudolf · F. Bon · James Schmid · Charles Muhr (t) · Suiza | Emilio Lucca Enrico Marinoni Ettore Lucioni Antonio Corticelli Giuseppe Sinigaglia Orlando Pontiggia Nino Torlaschi Felice Monza Plinio Urio (t) Italia | J.C. Hoveman R. Fellonneau P. Rueguera Alexandre Murat R. Regnault Ch. Rueguera H. Fellonneau R. Paul Hervez (t) Francia |

## Medallero
| Núm. | País    | Oro | Plata | Bronce | Total |
| ---- | ------- | --- | ----- | ------ | ----- |
| 1    | Suiza   | 3   | 1     | 1      | 5     |
| 2    | Italia  | 1   | 2     | 2      | 5     |
| 3    | Bélgica | 1   | 1     | 0      | 2     |
| 4    | Francia | 0   | 1     | 2      | 3     |
|      | TOTAL   | 5   | 5     | 5      | 15    |